# 充分就业
充分就业（英語：Full employment），也称作狭义的完全就业（广义的完全就业指的是以就业为目标，达到充分就业后，再让剩余失业人口就业，会导致工作效率低下，严重的会产生通货膨胀），狭义的完全就业意即想要工作的人都可以工作足够长的时间以获得一份合理的薪水。由于人们换工作等原因，充分就业与一定的失业率并存。在就业不足的情形下，兼职工人难以工作足够长时间以体面地谋生，而在充分就业情形下，失业率稳定在1～2%左右，且不存在就业不足的情形。在宏观经济学中，充分就业有时被定义为不存在周期性失业或需求不足造成的失业（英語：Deficient-demand unemployment）的就业情形。
在充分就业情况下，仍然会存在摩擦性失业和结构性失业。
经济学家威廉·T·狄更斯发现美国的充分就业条件下的失业率随时代而波动，而在2000年代的美国，充分就业情形下的失业率大致为5.5%。近年来，经济学界认为充分就业情形下的失业率应当为一段可能的范围区间，例如1999年经济合作与发展组织（OCED）所估计的美国在充分就业情形下的失业率便是4～6.4%加减该估算的标准误差的范围区间。
劳动力充分就业的概念与潜在产出、潜在实际GDP（英語：Potential real GDP）以及长期总和需求曲线的概念相对应（英語：Long run aggregate supply (LRAS) curve，即LRAS曲线）。 在新古典經濟學派的宏观经济学中，最高的可持续的总和实际GDP产出对应于一条垂直的LRAS曲线，任何需求上的增长只能导致长期价格的增长，任何产出的增长只能是暂时性的。